# 赤羽蓮
赤羽 蓮（あかば れん、2004年4月9日 - ）は、茨城県稲敷郡河内町出身のプロ野球選手（投手・育成選手）。右投右打。福岡ソフトバンクホークス所属。

## 経歴

### プロ入り前
河内町立かわち学園中学校在学時は硬式野球のクラブチームである江戸崎ボーイズに所属し、全国大会でベスト4に進出した。
霞ヶ浦高等学校では3年夏の茨城県大会で初めて背番号1を背負った。同大会では水海道一との3回戦に救援登板して自己最速を7km/h更新する152km/hを計測し、注目を集めた。しかし、この試合も含めて救援で2試合、合計1回2/3の登板に留まり、チームは準決勝で敗退した。3年間で甲子園大会出場はなし。
2022年10月20日に開催されたドラフト会議にて、育成1位で福岡ソフトバンクホークスから指名され、11月26日に支度金300万円、年俸360万円で入団に合意した。背番号は158。

### ソフトバンク時代
2023年、春季キャンプはリハビリ組からのスタートとなった。この年より新設された四軍の初めての対外試合で5番手として登板し、四軍の初勝利投手となった。ウエスタン・リーグでの登板は無かったが、三軍・四軍戦で11試合に登板し、13回を投げ、1勝0敗1セーブ、防御率0.69の成績を残す。
2024年は7月末までは実戦登板を重ねていたものの、8月に入り腰椎分離症を発症。12月までリハビリ組で活動し、下旬よりフォーム改善に取り組んだ。
2025年2月6日に打撃投手として登板し、打者相手への投球を約6か月ぶりに再開した。

## 選手としての特徴
188cmの長身から投げ下ろす最速152km/hのストレートが魅力の右腕。

## 詳細情報

### 背番号
- 158（2023年[5] - ）